# Академія Вашингтон
Приватний навчальний заклад Академія Вашингтон (ісп. Unidad Educativa Privada (UEP) Academia Washington, коротка назва Academia Washington) — приватна міжнародна школа, яка розташовується на вулиці «C» Пагорбів Валле Арріба у Каракасі, Венесуела. У школі виховуються і навчаються діти віком від 4 до 17 років. Школа є членом ECIS (укр. Європейської ради міжнародних шкіл).

## Коротка історія
6 вересня 1966 зусиллями американських та венесуельських педагогів була відкрита семирічна початкова англомовна школа із дитячим садочком для дітей віком від 4 років, яка розташовувалась на Каліфорнійській вулиці у Вілла Соль Кінта, що у районі Лас-Мерседес Каракасу.
У 1973 у школі, окрім англійської, були запроваджені іспанська мова та венесуельська освітня програма. Цього ж року школа успішно пройшла перевірку і була зареєстрована Міністерством народної влади з питань освіти Венесуели.
Із зростанням учнів та їх кількості виникла проблема розширення і розташування нових класів. Школа та її окремі класи декілька разів переїжджали і у 1989 році перебралися у новий кампус на пагорбах Валле Арріба, де розташовуються і наразі.
Школа постійно зростає і її кампус також постійно розвивається і змінюється. У 2001 кампус було капітально реконструйовано за проєктом Архітектурного бюро Ґуставо Леґорбуру (ісп. Gustavo Legórburu Arquitecto). На даху будівлі, зайнятої дошкільним відділенням, було побудовано новий поверх для лабораторій, аудиторій та кабінетів. Суттєво була розширена бібліотека та її читальна зала. На місці знесених будівель були зведені нові, у яких були обладнані допоміжні та господарчі приміщення та комп'ютерні класи на їх другому поверсі. Усі новобудови проектувалися і зводилися із збереженням стилю і типу вже існуючого комплексу будов.
Для забезпечення високої якості освіти і можливості випускникам продовжувати навчання у кращих університетах світу, у школі запроваджувалися освітні програми «IB World School» (укр. «Світової школи міжнародного бакалаврату»). 15 липня 2002 була акредитована «Програма для здобуття диплома міжнародного бакалаврату» (англ. IB Diploma Programme) власником та розробником цієї програми — некомерційним освітнім фондом «International Baccalaureate®». Напередодні святкування 50-річчя школи, 26 квітня 2016 також була акредитована і «Програма середніх років» (англ. Middle Years Programme).
Із початком 2016—2017 навчального року школа, її учні та їх батьки, педагогічний колектив, гості та випускники школи в урочистій обстановці відсвяткували 50-річний ювілей школи.

## Структура школи та освітні програми
Відповідно до запровадженої у Венесуелі системи освіти, класи у школі за освітніми рівнями поділяють на:
- дошкільного виховання і підготовки:
  - дитячий садочок;
  - підготовча група дитячого садочка
- початкової школи;
- середньої школи: 
  - середні загальноосвітні;
  - старші загальнонаукові.

| Садочок Nursery | Садочок Nursery                                        | Підготовчий Preparatorio                               | 1-ий 1er                                               | 2-ий 2do                                     | 3-ий 3er                                     | 4-ий 4to                                     | 5-ий 5to                                     | 6-ий 6to                                          | 1-ий рік 1er año                                  | 2-ий рік 2do año                                  | 3-ий рік 3er año                                  | 4-ий рік 4to año                                  | 5-ий рік 5to año                                   |                                                    |
| Освітні програми | Дошкільна програма Венесуели іспанською та англійською | Дошкільна програма Венесуели іспанською та англійською | Дошкільна програма Венесуели іспанською та англійською | Програма Венесуели іспанською та англійською | Програма Венесуели іспанською та англійською | Програма Венесуели іспанською та англійською | Програма Венесуели іспанською та англійською | Програма середніх років IB Middle Years Programme | Програма середніх років IB Middle Years Programme | Програма середніх років IB Middle Years Programme | Програма середніх років IB Middle Years Programme | Програма середніх років IB Middle Years Programme | Програма для здобуття диплома IB Diploma Programme | Програма для здобуття диплома IB Diploma Programme |
| Вік школярів | 4                                                      | 5                                                      | 6                                                      | 7                                            | 8                                            | 9                                            | 10                                           | 11                                                | 12                                                | 13                                                | 14                                                | 15                                                | 16                                                 | 17                                                 |
| Класи в США | Pre-K                                                  | K                                                      | G1                                                     | G2                                           | G3                                           | G4                                           | G5                                           | G6                                                | G7                                                | G8                                                | G9                                                | G10                                               | G11                                                | G12                                                |
| Вид школи в США | Дошкільної підготовки                                  | Дошкільної підготовки                                  | Початкова школа                                        | Початкова школа                              | Початкова школа                              | Початкова школа                              | Початкова школа                              | Середня школа                                     | Середня школа                                     | Середня школа                                     | Середня школа                                     | Середня школа                                     | Вища школа                                         | Вища школа                                         |
| Примітки: Pre-K — Pre-Kindergartden — молодші групи дитячого садочка за освітньою системою у США; K — Kindergarten — старші групи дитячого садочка за освітньою системою у США; G1—G12 — Grade 1 — Grade 12 — 1-ий клас —12-ий клас — градація класів, прийнята в США |                                                        |                                                        |                                                        |                                              |                                              |                                              |                                              |                                                   |                                                   |                                                   |                                                   |                                                   |                                                    |                                                    |

Освітні програми Академії Вашингтон базуються на офіційних національних програмах Міністерства народної влади з питань освіти Венесуели для різних освітніх рівнів (дошкільного, початкового, середнього загальноосвітнього і загальнонаукового), та на англійських програмах (програмах Міжнародного бакалаврату, адаптованих із врахуванням вимог і положень національних програм). Школа та її освітні програми акредитовані як Міністерством народної влади з питань освіти, так і некомерційним освітнім фондом Міжнародний бакалаврат.
По завершенні навчання учні проходять зовнішнє незалежне тестування в національній освітній системі Венесуели, результати якого зараховуються як результати вступних іспитів до закладів вищої освіти Венесуели і отримують диплом державного зразка Венесуели. Разом із тим, кожен учень проходить внутрішнє та зовнішнє тестування і складає іспити із зовнішнім оцінюванням для здобування диплому міжнародного зразка. Дипломи міжнародного бакалаврвту про повну загальну середню освіту (англ. The IB diploma) надають можливість здобувати вищу освіту та приймаються і визнаються більше, ніж 2 337 університетами у 90 державах світу.

## Опис
На території кампусу розташовані шкільний стадіон, ігрові та спортивні майданчики та навчальні корпуси, у яких обладнані:
- класи та наукові лабораторії;
- два комп'ютерні класи;
- два мистецькі класи;
- бібліотека із читальними залами та приміщенням для загальних занять.

Обов'язковою умовою для учнів школи є шкільна форма, що обумовлено законодавством Венесуели. Дітей, які одягнені із відхиленням від встановлених норм, до занять не допускають, що розглядається як прогул із неповажних причин. Адміністрація школи також розглядає дану вимогу як один із заходів забезпечення безпеки учнів.

## Спорт
Коледж має спорткомплекс та сучасний добре оснащений шкільний стадіон із легкоатлетичними спорудами та футбольним полем. Обладнання спорткомплексу і стадіону застосовуються для навчання за шкільною програмою, для занять спортом у позаурочний час, для тренувань і вдосконалення спортивної майстерності, для проведення як шкільних, так і міжшкільних змагань та для активного відпочинку. Коледж регулярно організовує і приймає відкриті міжшкільні змагання на «Кубок Академії Вашингтона» з легкої атлетики та «Різдвяний кубок Академії Вашингтона» з волейболу (ісп. Copa Navidad AW).
У коледжі закладені, підтримуються і розвиваються футбольні традиції. Футбольні команди коледжу різних вікових категорій входять до Шкільної футбольної ліги Венесуели (ісп. Liga Colegial de Fútbol de Venezuela) і прекрасно себе зарекомендували як у Каракасі, так і у Венесуелі. Команда Академії Вашингтон категорії до 7 років здобула чемпіонський титул у 2001. У 2018 команда категорії до 10 років дійшла до чвертьфіналу, а цього ж року команда категорії до 7 років брала участь у «Кубку світу» Maltín Polar, який проводила венесуельська компанія-бренд прохолоджувальних напоїв Maltín Polar спільно із Шкільною футбольною лігою Венесуели.

## Видатні та відомі випускники і учні
У школі навчалася переможниця конкурсу Міс Венесуела—2000, призерка конкурсу Міс Всесвіт—2001, модель, телеведуча венесуельського телебачення, письменниця Єва Еквалл (Єва Моніка Анна Еквалл-Джонсон).